# Declaración de Viena (plataforma)
La Declaración de Viena, celebrada en Viena entre los días once y trece de noviembre de 2008, fue el intento de crear una plataforma de carácter derechista-conservador y un Grupo Parlamentario de diferentes grupos políticos en Europa.
Tras las diversas sesiones del encuentro, todos los grupos, aunando criterios y marginando los elementos que los separan, asumieron que es necesario potenciar valores comunes como son: las raíces cristianas de Europa, la Familia, la Vida, la Justicia Social y la soberanía de los Estados. Asimismo entendieron que es necesario oponerse a los efectos negativos que sobre Europa vierte el proceso de globalización, haciendo frente, también, a lo que supone para las naciones europeas la actividad de los países “dumping”. Ideas que confluyeron en un documento conjunto: “La Declaración de Viena”.
Los partidos presentes diseñaron la estrategia para dar vida a un Grupo Pan-Europeo, con el que tenían la vocación de concurrir a las Elecciones Europeas de 2009. Para vertebrar esta opción los grupos acordaron:
- Crear una Oficina Europea con sede en Viena.
- Realizar reuniones anuales.
- Crear un Comité de Trabajo Permanente.
- Mantener intercambios entre los diversos partidos fomentando una comunicación continua.

Alternativa Española, fue el único grupo español presente e invitado, quien tuvo la responsabilidad de trasladar y dar vida a estos acuerdos en la península ibérica.
Finalmente, el proyecto fue abandonado, integrándose la mayoría de partidos en la Plataforma Identidad, Tradición, Soberanía.

## Partidos miembros
- Austria: FPÖ
- Bulgaria: Unión Nacional Ataque
- Francia: Frente Nacional
- Rumania: Partido de la Gran Rumanía
- Italia: Movimento Sociale Fiamma Tricolore
- Italia: Libertá d’Azione
- Bélgica: Vlaams Belang
- España: Alternativa Española
- Polonia: PiS
- Dinamarca: Partido Popular Danés

- Datos: Q5801142